# Кастерон
Кастеро́н (фр. Castéron) — коммуна во Франции, находится в регионе Юг — Пиренеи. Департамент — Жер. Входит в состав кантона Сен-Клар. Округ коммуны — Кондом.
Код INSEE коммуны — 32084.

## География

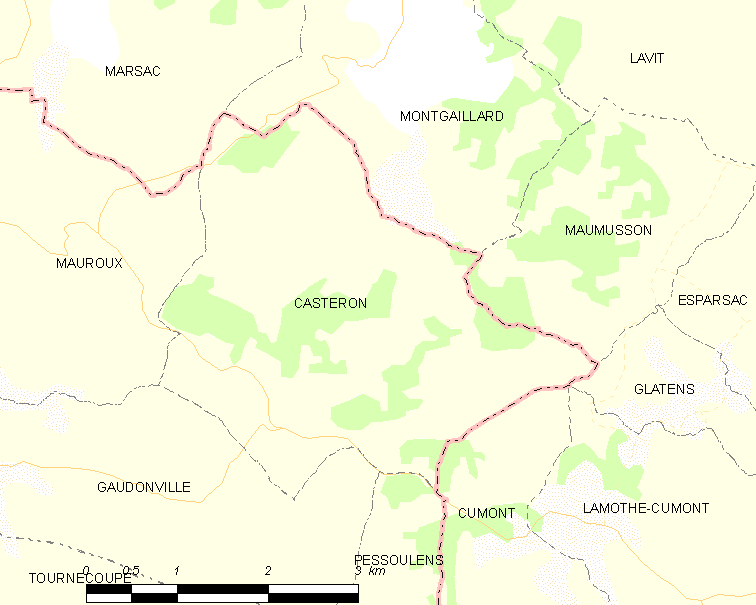
Карта коммуны

Коммуна расположена приблизительно в 570 км к югу от Парижа, в 60 км северо-западнее Тулузы, в 36 км к северо-востоку от Оша.

## Климат
Климат умеренно-океанический. Лето жаркое и немного дождливое, температура часто превышает 35 °С. Зимой часто бывает отрицательная температура и ночные заморозки. Годовое количество осадков — 700—900 мм.

## Население
Население коммуны на 2010 год составляло 63 человека.
| 1962 | 1968 | 1975 | 1982 | 1990 | 1999 | 2010 |
| ---- | ---- | ---- | ---- | ---- | ---- | ---- |
| 141  | 128  | 116  | 97   | 67   | 58   | 63   |

## Администрация
| Период | Период | Фамилия         | Партия                         | Примечания            |
| ------ | ------ | --------------- | ------------------------------ | --------------------- |
| 2001   | 2008   | Ив Денгли       | Союз за французскую демократию |                       |
| 2008   | 2020   | Кристиан Пьетер | Союз за народное движение      | региональный советник |

## Экономика
В 2010 году среди 30 человек трудоспособного возраста (15-64 лет) 22 были экономически активными, 8 — неактивными (показатель активности — 73,3 %, в 1999 году было 67,7 %). Из 22 активных жителей работали 22 человека (12 мужчин и 10 женщин), безработных не было. Среди 8 неактивных 0 человек были учениками или студентами, 3 — пенсионерами, 5 были неактивными по другим причинам.